# 千葉胤明

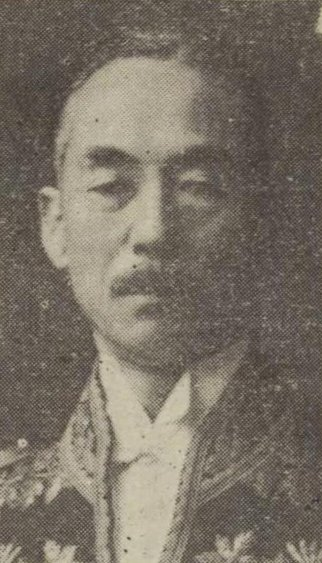
千葉胤明

千葉 胤明（ちば たねあき、1864年7月14日（元治元年6月11日） - 1953年（昭和28年）6月25日）は、東京府士族、歌人、書家、日本芸術院会員。親族:秋山虎六、天本浩義。

## 生涯
肥前佐賀出身。1881年佐賀中学校卒。1884年佐野常民に師事、竜地会事務職に就く。1885年高崎正風に師事、和歌を学ぶ。書を長三州に学ぶ。1888年農商務省博覧会勤務。1890年内国勧業博覧会、パリ万国博覧会事務。1892年宮内省御歌所勤務。1908年御歌所寄人。1916-1919年明治天皇御製編纂に従事。1936-1944年歌会始点者。1937年帝国芸術院会員。1946年従三位に叙せられた。墓所は青山霊園。
近衛公爵、徳川公爵、大山公爵、前田侯爵、蜂須賀侯爵、鍋島侯爵等へ伺う。雍仁親王妃勢津子、宣仁親王妃喜久子、梨本宮妃、李王妃ら各宮妃の和歌や書の指導も行った。

## 編著
- つゆのひかり 吉川半七 1894.1
- 明治天皇御製集 大阪毎日新聞社ほか 1922
- 書道講座 第12 色紙の書方 雄山閣 1930
- 明治天皇御製謹話 講談社 1938
- 折々ぐさ 千葉胤明遺詠和歌集 岡部絹子 1989

## 栄典
- 1940年（昭和15年）8月15日 - 紀元二千六百年祝典記念章[1]